# Vuelta a España 2020
75. ročník cyklistického závodu Vuelta a España se konal mezi 20. říjnem a 8. listopadem 2020. Vítězem se stal Slovinec Primož Roglič (Team Jumbo–Visma), který obhájil své vítězství z ročníku 2019. Na druhém a třetím místě se umístili Richard Carapaz (Ineos Grenadiers), vítěz Gira d'Italia 2019, a Hugh Carthy (EF Pro Cycling).
Vítězem bodovací soutěže se druhý rok v řadě stal Primož Roglič, jenž tuto klasifikaci vedl od první do poslední etapy. Guillaume Martin (Cofidis) vyhrál vrchařskou soutěž, zatímco Enric Mas (Movistar Team) se stal nejlepším mladým jezdcem díky svému 5. místu v celkovém pořadí. Tým Movistar Team vyhrál potřetí v řadě soutěž týmů.
Závod byl původně naplánován na termín od 14. srpna do 6. září 2020. V dubnu 2020 byla přesunuta Tour de France mezi 29. srpen a 20. září kvůli pandemii koronaviru. 15. dubna Mezinárodní cyklistická unie oznámila, že Giro d'Italia a Vuelta a España budou uspořádány na podzim po Mistrovství světa v silniční cyklistice. 5. května Mezinárodní cyklistická unie oznámila, že odložené Giro a Vuelta se budou konat mezi 3. a 25. říjnem a mezi 20. říjnem a 8. listopadem. Poprvé od roku 1985 neměl závod 21 etap; místo toho byla Vuelta uspořádána v omezeném formátu 18 etap.

## Týmy
Závodu se zúčastnilo dohromady 22 týmů. Všech 19 UCI WorldTeamů bylo automaticky kvalifikováno, a k tomu byly nominovány tři druholigové UCI ProTeamy na divokou kartu. Seznam kvalifikovaných týmů byl oznámen 8. května.
Týmy, které se zúčastnily závodu, byly:
UCI WorldTeamy
- AG2R La Mondiale
- Astana
- Bahrain–McLaren
- Bora–Hansgrohe
- CCC Team
- Cofidis
- Deceuninck–Quick-Step
- EF Pro Cycling
- Groupama–FDJ
- Israel Start-Up Nation
- Lotto–Soudal
- Mitchelton–Scott
- Movistar Team
- NTT Pro Cycling
- Ineos Grenadiers
- Team Jumbo–Visma
- Team Sunweb
- Trek–Segafredo
- UAE Team Emirates

UCI ProTeamy
- Burgos BH
- Caja Rural–Seguros RGA
- Total Direct Énergie

## Favorité před závodem
Obhájce vítězství Primož Roglič (Team Jumbo–Visma) byl považován za předzávodního favorita, společně se svým týmovým kolegou a vítězem Gira d'Italia 2017 Tomem Dumoulinem. Richard Carapaz (Ineos Grenadiers), vítěz Gira d'Italia 2019, byl považován za hlavního vyzyvatele, společně s Enricem Masem (Movistar Team) a Thibautem Pinotem (Groupama–FDJ). Aleksandr Vlasov (Astana) byl také považován za jednoho z kandidátů na vítězství, poté, co nečekaně odstoupil z Gira d'Italia během 2. etapy. Další závodníci považovaní za favority byli například dvojnásobný vítěz Vuelty Chris Froome (Ineos Grenadiers), jeho týmový kolega Iván Sosa, vítěz Vuelty z roku 2009 Alejandro Valverde (Movistar Team), či Američan Sepp Kuss (Team Jumbo–Visma).

## Trasa a etapy
| Etapa         | Datum         | Trasa                                      | Vzdálenost      | Typ       | Typ            | Vítěz                     |
| ------------- | ------------- | ------------------------------------------ | --------------- | --------- | -------------- | ------------------------- |
| 1             | 20. října     | Irun - Arrate                              | 173 km          |           | Zvlněná etapa  | Primož Roglič (SLO)       |
| 2             | 21. října     | Pamplona - Lekunberri                      | 151,6 km        |           | Zvlněná etapa  | Marc Soler (ESP)          |
| 3             | 22. října     | Lodosa - La Laguna Negra de Vinuesa        | 166,1 km        |           | Zvlněná etapa  | Dan Martin (IRL)          |
| 4             | 23. října     | Garray - Ejea de los Caballeros            | 191,7 km        |           | Rovinatá etapa | Sam Bennett (IRL)         |
| 5             | 24. října     | Huesca - Sabiñánigo                        | 184,4 km        |           | Zvlněná etapa  | Tim Wellens (BEL)         |
| 6             | 25. října     | Biescas - Aramón Formigal                  | 146,4 km        |           | Horská etapa   | Jon Izagirre (ESP)        |
|               | 26. října     | Vitoria-Gasteiz                            | Vitoria-Gasteiz |           | Den odpočinku  | Den odpočinku             |
| 7             | 27. října     | Vitoria-Gasteiz - Villanueva de Valdegovia | 159,7 km        |           | Zvlněná etapa  | Michael Woods (CAN)       |
| 8             | 28. října     | Logroño - Alto de Moncalvillo              | 164 km          |           | Horská etapa   | Primož Roglič (SLO)       |
| 9             | 29. října     | Castrillo del Val - Aguilar de Campoo      | 157,7 km        |           | Rovinatá etapa | Pascal Ackermann (GER)    |
| 10            | 30. října     | Castro Urdiales - Suances                  | 185 km          |           | Rovinatá etapa | Primož Roglič (SLO)       |
| 11            | 31. října     | Villaviciosa - Alto de la Farrapona        | 170 km          |           | Horská etapa   | David Gaudu (FRA)         |
| 12            | 1. listopadu  | La Pola Llaviana - Alto de El Angliru      | 109,4 km        |           | Horská etapa   | Hugh Carthy (GBR)         |
|               | 2. listopadu  | A Coruña                                   | A Coruña        |           | Den odpočinku  | Den odpočinku             |
| 13            | 3. listopadu  | Muros - Mirador de Ézaro                   | 33,7 km         |           | Horská časovka | Primož Roglič (SLO)       |
| 14            | 4. listopadu  | Lugo - Ourense                             | 204,7 km        |           | Zvlněná etapa  | Tim Wellens (BEL)         |
| 15            | 5. listopadu  | Mos - Puebla de Sanabria                   | 230,8 km        |           | Zvlněná etapa  | Jasper Philipsen (BEL)    |
| 16            | 6. listopadu  | Salamanca - Ciudad Rodrigo                 | 162 km          |           | Zvlněná etapa  | Magnus Cort Nielsen (DEN) |
| 17            | 7. listopadu  | Sequeros - Alto de la Covatilla            | 178,2 km        |           | Horská etapa   | David Gaudu (FRA)         |
| 18            | 8. listopadu  | Hipódromo de la Zarzuela - Madrid          | 124,2 km        |           | Rovinatá etapa | Pascal Ackermann (GER)    |
| Celková délka | Celková délka | Celková délka                              | 2892,6 km       | 2892,6 km | 2892,6 km      | 2892,6 km                 |

## Průběžné pořadí
| Etapa          | Vítěz            | Celkové pořadí  | Bodovací soutěž | Vrchařská soutěž | Soutěž mladých jezdců | Týmová soutěž    | Nejbojovnější jezdec |
| -------------- | ---------------- | --------------- | --------------- | ---------------- | --------------------- | ---------------- | -------------------- |
| 1              | Primož Roglič    | Primož Roglič   | Primož Roglič   | Sepp Kuss        | Enric Mas             | Team Jumbo–Visma | Jetse Bol            |
| 2              | Marc Soler       | Primož Roglič   | Primož Roglič   | Richard Carapaz  | Enric Mas             | Team Jumbo–Visma | Gonzalo Serrano      |
| 3              | Dan Martin       | Primož Roglič   | Primož Roglič   | Richard Carapaz  | Enric Mas             | Team Jumbo–Visma | Willie Smit          |
| 4              | Sam Bennett      | Primož Roglič   | Primož Roglič   | Richard Carapaz  | Enric Mas             | Team Jumbo–Visma | Jesús Ezquerra       |
| 5              | Tim Wellens      | Primož Roglič   | Primož Roglič   | Tim Wellens      | Enric Mas             | Team Jumbo–Visma | Guillaume Martin     |
| 6              | Jon Izagirre     | Richard Carapaz | Primož Roglič   | Tim Wellens      | Enric Mas             | Movistar Team    | Gorka Izagirre       |
| 7              | Michael Woods    | Richard Carapaz | Primož Roglič   | Guillaume Martin | Enric Mas             | Movistar Team    | Alejandro Valverde   |
| 8              | Primož Roglič    | Richard Carapaz | Primož Roglič   | Guillaume Martin | Enric Mas             | Movistar Team    | Stan Dewulf          |
| 9              | Pascal Ackermann | Richard Carapaz | Primož Roglič   | Guillaume Martin | Enric Mas             | Movistar Team    | Juan Felipe Osorio   |
| 10             | Primož Roglič    | Primož Roglič   | Primož Roglič   | Guillaume Martin | Enric Mas             | Movistar Team    | Alex Molenaar        |
| 11             | David Gaudu      | Primož Roglič   | Primož Roglič   | Guillaume Martin | Enric Mas             | Movistar Team    | Marc Soler           |
| 12             | Hugh Carthy      | Richard Carapaz | Primož Roglič   | Guillaume Martin | Enric Mas             | Movistar Team    | Guillaume Martin     |
| 13             | Primož Roglič    | Primož Roglič   | Primož Roglič   | Guillaume Martin | Enric Mas             | Movistar Team    | neuděleno            |
| 14             | Tim Wellens      | Primož Roglič   | Primož Roglič   | Guillaume Martin | Enric Mas             | Movistar Team    | Marc Soler           |
| 15             | Jasper Philipsen | Primož Roglič   | Primož Roglič   | Guillaume Martin | Enric Mas             | Movistar Team    | Guillaume Martin     |
| 16             | Magnus Cort      | Primož Roglič   | Primož Roglič   | Guillaume Martin | Enric Mas             | Movistar Team    | Rémi Cavagna         |
| 17             | David Gaudu      | Primož Roglič   | Primož Roglič   | Guillaume Martin | Enric Mas             | Movistar Team    | Marc Soler           |
| 18             | Pascal Ackermann | Primož Roglič   | Primož Roglič   | Guillaume Martin | Enric Mas             | Movistar Team    | neuděleno            |
| Konečné pořadí | Konečné pořadí   | Primož Roglič   | Primož Roglič   | Guillaume Martin | Enric Mas             | Movistar Team    | Rémi Cavagna         |

## Konečné pořadí
| Legenda | Legenda                            | Legenda | Legenda                              |
| ------- | ---------------------------------- | ------- | ------------------------------------ |
|         | Označuje vítěze celkového pořadí.  |         | Označuje vítěze so jezdců do 25 let. |
|         | Označuje vítěze bodovací soutěže.  |         | Označuje vítěze soutěže týmů.        |
|         | Označuje vítěze vrchařské soutěže. |         | Označuje nejaktivnějšího jezdce.     |

### Celkové pořadí
| Pořadí | Jezdec                    | Tým                    | Čas         |
| ------ | ------------------------- | ---------------------- | ----------- |
| 1      | Primož Roglič (SLO)       | Team Jumbo–Visma       | 72h 46' 12" |
| 2      | Richard Carapaz (ECU)     | Ineos Grenadiers       | + 24"       |
| 3      | Hugh Carthy (GBR)         | EF Pro Cycling         | + 1' 15"    |
| 4      | Dan Martin (IRL)          | Israel Start-Up Nation | + 2' 43"    |
| 5      | Enric Mas (ESP)           | Movistar Team          | + 3' 36"    |
| 6      | Wout Poels (NED)          | Bahrain–McLaren        | + 7' 16"    |
| 7      | David de la Cruz (ESP)    | UAE Team Emirates      | + 7' 35"    |
| 8      | David Gaudu (FRA)         | Groupama–FDJ           | + 7' 45"    |
| 9      | Felix Großschartner (AUT) | Bora–Hansgrohe         | + 8' 15"    |
| 10     | Alejandro Valverde (ESP)  | Movistar Team          | + 9' 34"    |

### Bodovací soutěž
| Pořadí | Jezdec                 | Tým                    | Body |
| ------ | ---------------------- | ---------------------- | ---- |
| 1      | Primož Roglič (SLO)    | Team Jumbo–Visma       | 204  |
| 2      | Richard Carapaz (ECU)  | Ineos Grenadiers       | 133  |
| 3      | Dan Martin (IRL)       | Israel Start-Up Nation | 111  |
| 4      | Hugh Carthy (GBR)      | EF Pro Cycling         | 96   |
| 5      | Guillaume Martin (FRA) | Cofidis                | 87   |
| 6      | Pascal Ackermann (GER) | Bora–Hansgrohe         | 84   |
| 7      | Jasper Philipsen (BEL) | UAE Team Emirates      | 80   |
| 8      | Marc Soler (ESP)       | Movistar Team          | 73   |
| 9      | Michael Woods (CAN)    | EF Pro Cycling         | 72   |
| 10     | Enric Mas (ESP)        | Movistar Team          | 71   |

### Vrchařská soutěž
| Pořadí | Jezdec                 | Tým                    | Body |
| ------ | ---------------------- | ---------------------- | ---- |
| 1      | Guillaume Martin (FRA) | Cofidis                | 99   |
| 2      | Tim Wellens (BEL)      | Lotto–Soudal           | 34   |
| 3      | Richard Carapaz (ECU)  | Ineos Grenadiers       | 30   |
| 4      | David Gaudu (FRA)      | Groupama–FDJ           | 29   |
| 5      | Sepp Kuss (USA)        | Team Jumbo–Visma       | 27   |
| 6      | Primož Roglič (SLO)    | Team Jumbo–Visma       | 24   |
| 7      | Hugh Carthy (GBR)      | EF Pro Cycling         | 21   |
| 8      | Michael Woods (CAN)    | EF Pro Cycling         | 21   |
| 9      | Rui Costa (POR)        | UAE Team Emirates      | 21   |
| 10     | Dan Martin (IRL)       | Israel Start-Up Nation | 20   |

### Soutěž mladých jezdců
| Pořadí | Jezdec                    | Tým              | Čas          |
| ------ | ------------------------- | ---------------- | ------------ |
| 1      | Enric Mas (ESP)           | Movistar Team    | 72h 49' 48"  |
| 2      | David Gaudu (FRA)         | Groupama–FDJ     | + 4' 09"     |
| 3      | Aleksandr Vlasov (RUS)    | Astana           | + 6' 00"     |
| 4      | Gino Mäder (SUI)          | NTT Pro Cycling  | + 40' 03"    |
| 5      | Georg Zimmermann (GER)    | CCC Team         | + 42' 04"    |
| 6      | Will Barta (USA)          | CCC Team         | + 46' 28"    |
| 7      | Kobe Goossens (BEL)       | Lotto–Soudal     | + 59' 21"    |
| 8      | Clément Champoussin (FRA) | AG2R La Mondiale | + 1h 17' 44" |
| 9      | Robert Power (AUS)        | Team Sunweb      | + 1h 30' 22" |
| 10     | Dorian Godon (FRA)        | AG2R La Mondiale | + 1h 38' 24" |

### Soutěž týmů
| Pořadí | Tým               | Čas          |
| ------ | ----------------- | ------------ |
| 1      | Movistar Team     | 218h 37' 21" |
| 2      | Team Jumbo–Visma  | + 10' 23"    |
| 3      | Astana            | + 40' 09"    |
| 4      | UAE Team Emirates | + 1h 04' 05" |
| 5      | Mitchelton–Scott  | + 1h 08' 33" |
| 6      | Cofidis           | + 1h 44' 20" |
| 7      | Ineos Grenadiers  | + 2h 32' 28" |
| 8      | Groupama–FDJ      | + 2h 44' 38" |
| 9      | Team Sunweb       | + 3h 08' 27" |
| 10     | EF Pro Cycling    | + 3h 12' 25" |